# Calvaire de Notre-Dame-des-Sept-Douleurs
Pour les articles homonymes, voir Calvaire Notre-Dame.
Le calvaire de Notre-Dame-des-Sept-Douleurs est un calvaire situé dans l'axe de l'allée centrale du cimetière de la paroisse de Notre-Dame-de-Portneuf à Portneuf au Québec. Sculpté par le Québécois Louis Jobin, il a été classé comme immeuble patrimonial par le ministère de la Culture et des Communications en 1974.

## Histoire
Le calvaire de Notre-Dame-des-Sept-Douleurs n'est pas signé ni daté mais le livre des comptes de la fabrique de Notre-Dame-de-Portneuf mentionne un paiement de 110 dollars pour l'érection d'un crucifix et une statue en 1885.
Le sculpteur Louis Jobin, l'auteur du calvaire, est l'un des statuaires québécois les plus célèbres de son temps. Il est l'auteur d'un millier de sculptures profanes et religieuses que l'on retrouve au Québec, au Maryland et au Michigan. Le calvaire de Notre-Dame-des-Sept-Douleurs, l'un des 80 qui lui a été attribué au Québec, est représentatif de la période où il séjourne à Québec (1875-1896), période où il travaille à partir de modèles vivants dans le but de rendre plus réaliste ses représentations de Christ en croix.
Le calvaire a été classé immeuble patrimonial le 16 septembre 1974.